# Габонский конституционный референдум (1958)
Конституционный референдум в Габоне проходил 28 сентября 1958 года в рамках французского конституционного референдума, проводившегося по всему Французскому союзу. По новой Французской конституции Габон становился частью нового Французского сообщества в случае её одобрения либо независимым государством в случае отклонения. Новая Конституция была одобрена 92,6% голосов избирателей Габона при явке 78,7%.

## Результаты
| Выбор                               | Голоса  | %     |
| ----------------------------------- | ------- | ----- |
| За                                  | 190 334 | 92,58 |
| Против                              | 15 244  | 7,42  |
| Недействительных/пустых бюллетеней  | 3 022   | –     |
| Всего                               | 208 600 | 100   |
| Зарегистрированных избирателей/Явка | 265 161 | 78,67 |
| Источник: Direct Democracy          |         |       |